# Tarvisio Boscoverde
Tarvisio Boscoverde (włoski: Stazione di Tarvisio Boscoverde) – stacja kolejowa w Tarvisio, w regionie Friuli-Wenecja Julijska, we Włoszech. Znajdują się tu 3 perony. Otwarta 26 listopada 2000 wraz z nową linią kolejową Pontebbana, zastępując starą stację Tarvisio Centrale. Stacja wyposażona jest w kasy biletowe, automaty biletowe, salon, bar oraz kiosk.
Zarządcą infrastruktury jest Rete Ferroviaria Italiana. Przewozy regionalne są prowadzone przez Trenitalia do Udine, a do 2001 Österreichische Bundesbahnen obsługiwało połączenie do Villach.

## Połączenia
Pociągi dalekobieżne:
- EuroNight "Allegro Don Giovanni" do Salzburga, Wiednia
- EuroNight "Allegro Tosca" do Wiednia oraz Bolonii, Florencji, Rzymu
- EuroNight (sezonowy) "Allegro Rossini" do Wiednia oraz Bolonii, Florencji, Rzymu